# Harry Bluett Liversedge
Harry Bluett Liversedge, ameriški atlet in general Korpusa mornariške pehote ZDA, * 21. september 1894, Volcano, Kalifornija, † 25. november 1951, Bethesda, Maryland.